# Volltorus

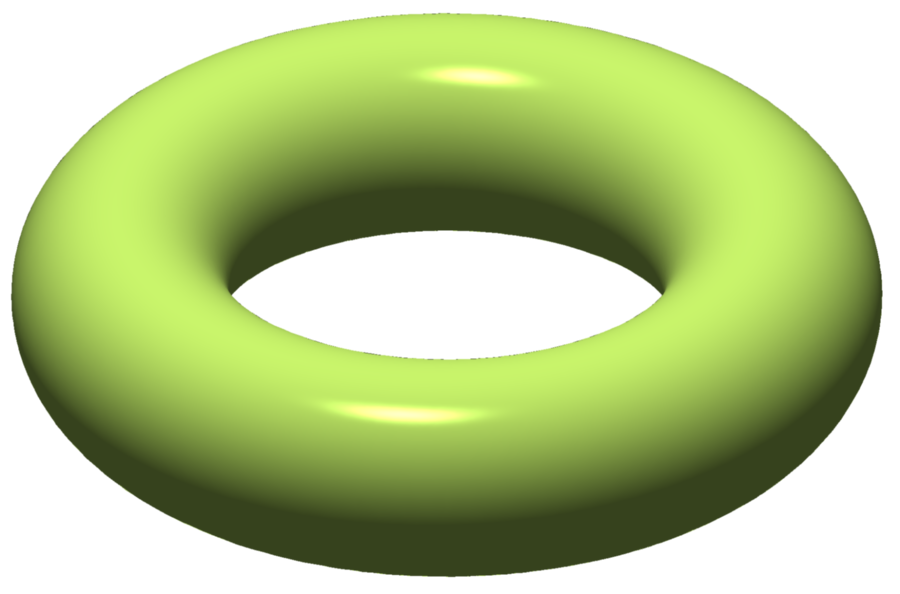
Volltorus

In der Mathematik ist ein Volltorus ein 3-dimensionales Gebilde mit genau einem Henkel. Es wird von einem Torus berandet. 

## Volltorus als Rotationskörper
Die Menge der Punkte, die von einer Kreislinie mit Radius {\displaystyle R} den Abstand {\displaystyle a\leq r} für ein festes {\displaystyle r<R} haben, ist ein Volltorus. Man erhält ihn also durch Rotation der Kreisfläche vom Radius {\displaystyle r} um eine in der Kreisebene liegende und den Kreis nicht schneidende Rotationsachse, deren Abstand {\displaystyle R} vom Kreismittelpunkt größer als der Radius der Kreisfläche ist. 

### Parametrisierung
Eine Parametrisierung des Volltorus ist
{\displaystyle {\vec {X}}(a,t,p)={\begin{pmatrix}x\\y\\z\end{pmatrix}}=R\cdot {\begin{pmatrix}\cos(t)\\\sin(t)\\0\end{pmatrix}}+a\cdot {\begin{pmatrix}\cos(t)\cdot \cos(p)\\\sin(t)\cdot \cos(p)\\\sin(p)\end{pmatrix}}={\begin{pmatrix}(R+a\cdot \cos(p))\cos(t)\\(R+a\cdot \cos(p))\sin(t)\\a\cdot \sin(p)\end{pmatrix}}}
mit {\displaystyle 0\leq a\leq r,0\leq t\leq 2\pi ,0\leq p\leq 2\pi }.

### Volumen des Volltorus
Das Volumen des Volltorus lässt sich als Dreifachintegral über die Jacobi-Determinante (die Determinante der Funktionalmatrix) berechnen. Die Jacobi-Matrix zur Parametrisierung des Volltorus lässt sich wie folgt angeben:
{\displaystyle J_{f}={\frac {\partial \left(x,y,z\right)}{\partial \left(r,t,p\right)}}={\begin{pmatrix}\partial _{r}x&\partial _{t}x&\partial _{p}x\\\partial _{r}y&\partial _{t}y&\partial _{p}y\\\partial _{r}z&\partial _{t}z&\partial _{p}z\\\end{pmatrix}}={\begin{pmatrix}\cos(t)\cos(p)&-R\sin(t)-r\sin(t)\cos(p)&-r\cos(t)\sin(p)\\\sin(t)\cos(p)&R\cos(t)+r\cos(t)\cos(p)&-r\sin(t)\sin(p)\\\sin(p)&0&r\cos(p)\end{pmatrix}}}
Daraus folgt:
{\displaystyle \det(J_{f})=r\cdot \left(r\cos(p)+R\right)}
Die Funktionaldeterminante ist hier also gleich der Norm des Flächennormalenvektors.
{\displaystyle V=\int _{V}\mathrm {d} V=\int _{\Gamma }\det(J_{f})\ \mathrm {d} \Gamma =\int _{0}^{2\pi }\int _{0}^{2\pi }\int _{0}^{r}\left(Rr+r^{2}\cos(p)\right)\ \mathrm {d} r\mathrm {d} p\mathrm {d} t=2\pi ^{2}r^{2}R\;{\color {OliveGreen}=\int A_{O}\mathrm {d} r}}
Man erhält also für das Volumen des Volltorus {\displaystyle V=2\pi ^{2}r^{2}R}.
Die Formel für das Volumen lässt sich so interpretieren, dass die Kreisfläche {\displaystyle A_{r}=\pi r^{2}} mit dem Umfang {\displaystyle U_{R}=2\pi R} multipliziert wird (s. Zweite Guldinsche Regel). Dies kann man zum Verständnis in Analogie zum Zylindervolumen {\displaystyle V_{\text{zyl}}=\pi r^{2}l} setzen. Mit dem Flächeninhalt der Oberfläche verhält es sich genauso, hier werden die Umfänge {\displaystyle U_{r}=2\pi r} und {\displaystyle U_{R}=2\pi R} miteinander multipliziert (s. Erste Guldinsche Regel). Dies steht ebenfalls in Analogie zur Zylinderoberfläche {\displaystyle O_{\text{zyl}}=2\pi rl}.

### Trägheitsmoment eines Volltorus
Das Trägheitsmoment eines Volltorus mit der Dichte {\displaystyle \rho } bezüglich der {\displaystyle z}-Achse (Symmetrieachse) kann durch
{\displaystyle I=\rho \int _{T}(x^{2}+y^{2})\,\,\mathrm {d} ^{3}x}
berechnet werden. Nun kann man die Transformation auf Toruskoordinaten durchführen. Dabei kommt zusätzlich die Jacobi-Determinante ins Integral.
{\displaystyle I=\rho \int _{t=0}^{2\pi }\int _{p=0}^{2\pi }\int _{r'=0}^{r}|\det J_{\text{Torus}}|\cdot (R+r'\cdot \cos(p))^{2}\,\,\,\mathrm {d} r'\mathrm {d} p\,\mathrm {d} t=\rho \int _{t=0}^{2\pi }\int _{p=0}^{2\pi }\int _{r'=0}^{r}r'\cdot (R+r'\cdot \cos(p))^{3}\,\,\,\mathrm {d} r'\mathrm {d} p\,\mathrm {d} t}
Mit partiellem Integrieren und der Torusmasse {\displaystyle M} erhält man:
{\displaystyle I=2\pi ^{2}\cdot \rho \cdot R\cdot r^{2}\left({\frac {3}{4}}\cdot r^{2}+R^{2}\right)}
{\displaystyle I=M\cdot \left({\frac {3}{4}}\cdot r^{2}+R^{2}\right)}

## Volltorus in der Topologie
Ein Volltorus ist ein Henkelkörper vom Geschlecht {\displaystyle g=1}. Der Rand des Volltorus ist ein Torus.
Topologisch ist ein Volltorus homöomorph zum Produkt {\displaystyle D^{2}\times S^{1}} der Kreisscheibe mit der Kreislinie. Man kann den Volltorus als rotationssymmetrischen Volltorus in den {\displaystyle \mathbb {R} ^{3}} einbetten.
Seine topologischen Invarianten berechnen sich wie folgt:
{\displaystyle \pi _{1}(S^{1}\times D^{2})\cong \pi _{1}(S^{1})\cong \mathbb {Z} ,}
{\displaystyle H_{k}(S^{1}\times D^{2})\cong H_{k}(S^{1})\cong {\begin{cases}\mathbb {Z} &{\mbox{ falls }}k=0,1\\0&{\mbox{ sonst }}\end{cases}}.}
Die 3-Sphäre, also der dreidimensionale Raum zusammen mit einem unendlich fernen Punkt, lässt sich als Vereinigung zweier Volltori darstellen, die sich lediglich in ihrer Oberfläche überlappen. Man erhält sie beispielsweise aus der Hopf-Faserung, indem man den Basisraum {\displaystyle S^{2}} als Vereinigung von Nord- und Südhalbkugel auffasst; über beiden Hälften ist die Faserung trivial. Die Zerlegung der 3-Sphäre in zwei Volltori wird beispielsweise bei der Konstruktion der Reeb-Blätterung ausgenutzt.